# Lidia Durán
Lidia Durán  fue una periodista, locutora y crítica de cine argentina. Fue una de las pioneras en crítica cinematográfica radial femeninas en su país.

## Carrera
Durán fue una destacada locutora y presentadora radial que la hizo conocida en Argentina. A lo largo de sus más de treinta años en la radiofonía argentina prestó su voz a decenas de programas de radio como Pantalla Gigante junto a Jaime Jacobson, conrado Diana y Pipo Mancera, exitoso ciclo que se emitió por Radio Splendid desde 1955 hasta 1963. La solían presentar como “El eterno femenino”. Paralelamente también fue llevado a la televisión por Canal 7 y condujo Calle Corrientes de Roberto Gil. En 1976 se ocupa de la sección comerciales junto a Ricardo Davis del programa La mañana de Splendid. También con Aníbal Cufré fueron las voces de La revista dislocada presentado por Cacho Fontana y encabezado por Délfor Dicásolo.
En televisión trabajó en el programa emitido por Canal 9, Reunión de mujeres, junto a Pinky, Amalia Sánchez Ariño y René Monclaire. En 1974 trabaja en el programa Nuevediario revista junto a Juan Carlos Thorry, José de Zer y Ricardo Horvath.
Fue, entre otras cosas, una de las primeras voces femeninas en hacer crítica cinematográfica. Otras voces populares en aquellos años eran las de Blackie, Rina Morán, Lucía Marcó, Dora Palma, Lidia Saporito, Maisabé, María Ester Vignola y Dorita Aguirre.
En su tono y halo de voz se inspiraron otras grandes locutoras como Nelly Trenti.

## Radio
- 1953/1970: La revista dislocada.
- 1955/1963: Pantalla Gigante.
- 1966: Club de familia.
- 1976: La mañana de Splendid.

## Televisión
- 1974: Nuevediario revista
- 1963: Reunión de mujeres.